# Sidi Naamane (Médéa)
Pour les articles homonymes, voir Naaman (homonymie) et Sidi Naamane.
Sidi Naamane est une commune dans la wilaya de Médéa en Algérie.

## Géographie
La commune est située dans le tell central entre l'Atlas blidéen et les plaines de beni slimene à environ 100 km au sud d'Alger et à 48 km au sud-est de Médéa et à environ 32 km à l'est de Berrouaghia et à 72 km au sud-est de Blida  et à 115 km à l'est de Aïn Defla et à 79 km à l'ouest de Bouira.
|                                       | Baata                        |                      |
| El Omaria , Ouled Brahim, Berrouaghia | Sidi Naamane                 | Bouchrahil, Bouskene |
|                                       | Ouled Deide , Khams Djouamaa |                      |